# モルデカイ・リンカーン
モルデカイ・リンカーン（Mordecai Lincoln、1771年 - 1830年）は、アメリカ合衆国大統領エイブラハム・リンカーンの叔父。
ケンタッキー州スプリングフィールドの自宅モルデカイ・リンカーン邸は現在アメリカ合衆国国家歴史登録財となっている。

## 経歴
エイブラハム・リンカーンとバテシバ・ヘリング(1742-1836)の長男として、1771年にオーガスタ郡(現ロッキンガム郡)で生まれた。父は祖父のジョン・リンカーンからバージニア州の一等地210エーカーを貰い、西バージニア(現ケンタッキー州)に引っ越すため、1782年に売却した。親戚のダニエル・ブーンからケンタッキー州の一等地5544エーカーを取得した。ジョサイア・リンカーン、トーマス・リンカーン、ナンシー・リンカーン・ブルームフィールド、メアリー・リンカーン・クルームという兄弟がいた
家族でルイビルから約32キロのジェファーソン郡に定住した。その地域はまだオハイオ川流域のインディアンと係争中の地域であった。入植者は、安全の為、辺境の砦の近くに住み、襲撃に備えた。父はFloyd's ForkのHughes' Station近郊に住み、開拓を行い、トウモロコシを植えて、小屋を建てた。
 

1786年5月、父エイブラハム·リンカーンと畑仕事中、父がインディアンに襲撃され、死亡した。そのため、生涯インディアンに対する憎悪と復讐心を持ち続けた。
すぐに家族でケンタッキー州ワシントン郡(スプリングフィールド近郊)に引っ越した。父の死により、長男として長子相続の制により、土地や財産を受け継いだ。当時の慣例で、弟たちに遺産配分はなく、自ら生計を立てねば、ならなかった。
1934年、リンカーンホームステッド州立公園にバテシバが5人の子供を育てた家のレプリカが建てられた。

## 成人
1792年、ルーク・マッドの娘メアリー・マッドと結婚した。
1797年1月、1780年に父が購入し、その後相続したジェファーソン郡の400エーカーの土地を400ポンドで売却した。4ヵ月後、 スプリングフィールドの土地300エーカーを、ケンタッキー州で初めて長老派牧師テラ・テンプリンから100ポンドで購入した。26歳の時、リンカーンホームステッドと呼ばれる2階建ての小屋を建設した。この小屋は1810年から1815年の間に増築し、後に所有することとなったウィルフレッド・ヘイデンによって、フェデラル様式に改築された。この小屋は現在も元々の場所に立っている。
6人の子供がいた。全員ケンタッキー州ワシントン郡生まれである。3人の息子には、アブラハム、ヤコブ、モルデカイと命名した。
友人のリチャード・ベリー、弟トーマス・リンカーンの近所に住んでいた。1802年、300エーカーのうち200エーカーと家を売却し、 1806年には残り100エーカーを売却した。競走馬を飼育していた。

1810年までに400エーカー以上を所有し、1811年にワシントン州からグレイソン郡に引っ越した。1828年春、イリノイ州ハンコック郡Fountain Park (Fountain Green) に引っ越した。1830年12月、3日間の吹雪により、Fountain Greenで死亡した。馬は嵐の中、引き返したが、20フィートまで降り積もった雪により、彼自身の遺体は4月まで発見されなかった。モルデカイの死後、妻メアリーは死ぬまで息子モルデカイと住んでいた。Fountain Green近郊の旧カトリックまたはリンカーン墓地に埋葬されている。
モルデカイは知性、常識、寛大さと口承文学のために知られていた。

## エイブラハム・リンカーンとの関係
リンカーン大統領は、大伯父について、"Uncle Mord had run off with all the talents of the family."と述べている。
エイブラハム同様、モルデカイ一家も "the Lincoln horrors."と呼ばれる鬱病になりやすかった。。